# Bolbohamatum syncopator
Bolbohamatum syncopator is een keversoort uit de familie cognackevers (Bolboceratidae). De wetenschappelijke naam van de soort werd in 1980 gepubliceerd door Jan Krikken. De soort komt voor in Bangladesh.